# Sjöbo
Sjöbo este un oraș în Suedia.

## Demografie
| \| Evoluția demografică a zonei urbane Sjöbo, 1970–2015 \| Evoluția demografică a zonei urbane Sjöbo, 1970–2015 \| Evoluția demografică a zonei urbane Sjöbo, 1970–2015 \| Evoluția demografică a zonei urbane Sjöbo, 1970–2015 \| Evoluția demografică a zonei urbane Sjöbo, 1970–2015 \| \| --------------------------------------------------------------------------------------- \| ---------------------------------------------------- \| ---------------------------------------------------- \| ---------------------------------------------------- \| ---------------------------------------------------- \| \| An \| \| \| Locuitori \| \| \| 1970 \| 1970 \| \| 3.703 \| 3.703 \| \| 1975 \| 1975 \| \| 4.667 \| 4.667 \| \| 1980 \| 1980 \| \| 5.355 \| 5.355 \| \| 1990 \| 1990 \| \| 5.954 \| 5.954 \| \| 1995 \| 1995 \| \| 6.201 \| 6.201 \| \| 2000 \| 2000 \| \| 6.270 \| 6.270 \| \| 2005 \| 2005 \| \| 6.364 \| 6.364 \| \| 2010 \| 2010 \| \| 6.724 \| 6.724 \| \| 2015 \| 2015 \| \| 7.910 \| 7.910 \| \| Sursa: SCB - Statistika Centralbyrån, Folkmängden per tätort. Vart femte år 1960 - 2016 \| \| \| \| \| |      |  |           |       |
| Evoluția demografică a zonei urbane Sjöbo, 1970–2015 |      |  |           |       |
| An |      |  | Locuitori |       |
| 1970 | 1970 |  | 3.703     | 3.703 |
| 1975 | 1975 |  | 4.667     | 4.667 |
| 1980 | 1980 |  | 5.355     | 5.355 |
| 1990 | 1990 |  | 5.954     | 5.954 |
| 1995 | 1995 |  | 6.201     | 6.201 |
| 2000 | 2000 |  | 6.270     | 6.270 |
| 2005 | 2005 |  | 6.364     | 6.364 |
| 2010 | 2010 |  | 6.724     | 6.724 |
| 2015 | 2015 |  | 7.910     | 7.910 |
| Sursa: SCB - Statistika Centralbyrån, Folkmängden per tätort. Vart femte år 1960 - 2016 |      |  |           |       |